# Страконице (окръг)
Окръг Страконице (на чешки: Okres Strakonice) е един от 7-те окръга на Южнобохемския край на Чехия. Административен център е едноименният град Страконице. Площта на окръга е 1032,1 km², а населението – 70 697 жители (гъстотата на населението е 68 души на 1 km²). В окръга има 112 населени места, в това число 7 града и 4 места без право на самоуправление. Код по LAU-1 – CZ0316.

## География
Разположен е в северозападната част на края. Граничи на юг и изток с южнобохемските окръзи Прахатице, Писек и Ческе Будейовице; на запад – с окръзите от Пилзенския край Пилзен-юг и Клатови, а на север – с малка част от среднобохемския окръг Пршибрам.

## Градове и население
Данни за 2017 г.:
| Град       | Население |
| ---------- | --------- |
| Страконице | 22 908    |
| Водняни    | 6880      |
| Блатна     | 6648      |
| Волине     | 3033      |
| Баворов    | 1605      |
| Седлице    | 1251      |
| Белчице    | 1007      |

## Образование
По данни от 2003 г.:
| Вид училище                         | Брой училища |
| ----------------------------------- | ------------ |
| Детски градини                      | 34           |
| Начални училища                     | 23           |
| Гимназии                            | 2            |
| Средни училища и промишлени училища | 7            |
| Средни професионални училища        | 4            |
| Висши професионални училища         | 3            |

## Здравеопазване
По данни от 2003 г.:
| Лекари                                      | 199 |
| Болници                                     | 1   |
| Специализирани заведения за лечение и отдих | 3   |
| Зъболекари                                  | 29  |
| Аптеки                                      | 10  |

## Транспорт
През окръга преминава част от първокласните пътища (пътища от клас I) I/4, I/20 и I/22. Пътища от клас II в окръга са II/121, II/139, II/140, II/141, II/142, II/144, II/170, II/171, II/172, II/173, II/174, II/175 и II/177.

## Реки
- Бланице
- Ломнице
- Отава
- Волинка